# Boote
Boote (in latino Bootes o Arctophylax, Βοώτης in greco) è una delle 48 costellazioni elencate da Tolomeo, e anche una delle 88 costellazioni moderne. Nei suoi confini si trova la quarta stella più brillante del cielo, Arturo (Arcturus). La costellazione è anche nota con il nome di Bifolco.
La costellazione si trova tra +10° e +60° di declinazione, 13 e 16 ore di ascensione retta sulla sfera celeste.

## Caratteristiche

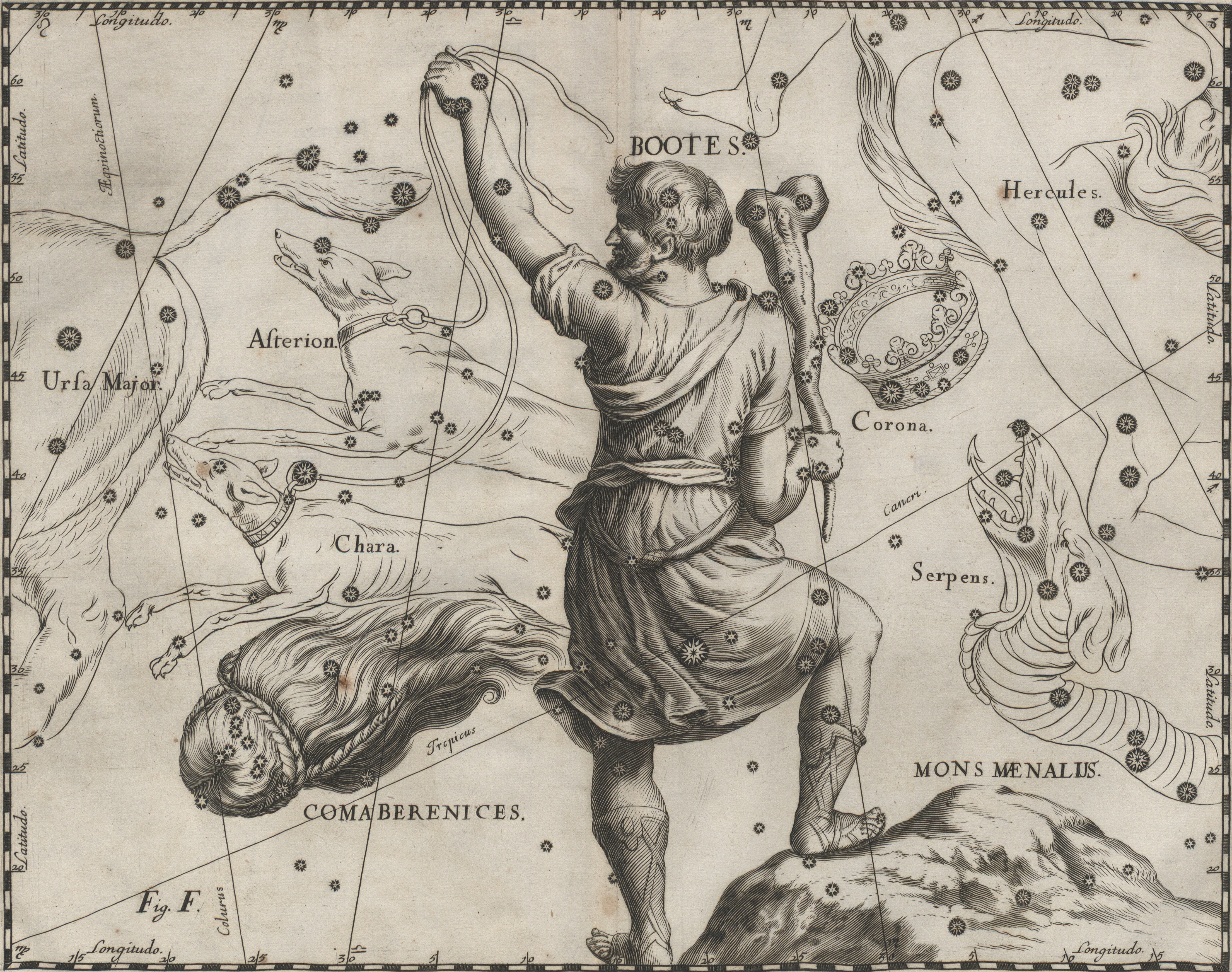
Le costellazioni del Boote e della Corona Boreale (invertite) illustrate da Johann Hevelius

Il Boote è una grande costellazione dell'emisfero boreale, estesa particolarmente in declinazione; individuarla in cielo è estremamente facile, grazie alle tre stelle della coda del Grande Carro: proseguendo infatti la curvatura suggerita dal timone verso sud, si arriva a individuare una stella di colore marcatamente arancione, una fra le più brillanti del cielo. Questa stella è Arturo, la α Bootis; Arturo funge da base di un grande asterismo a forma di "Y", dove tutte le sue stelle con l'eccezione di quella del vertice nordorientale fanno parte della costellazione del Boote. Un altro nome identificativo per la costellazione è "l'aquilone".
La figura del Boote è dominante e caratteristica dei cieli primaverili ed estivi, in cui si presenta alta sull'orizzonte e quasi allo zenit dalle regioni temperate inferiori dell'emisfero boreale; dall'emisfero australe la sua visibilità risulta penalizzata, ma Arturo, trovandosi a una declinazione di +19°, è ben osservabile senza difficoltà da tutte le aree popolate della Terra.
Lo sciame meteorico delle Quadrantidi, che ha origine da questa costellazione, è così chiamato in onore della costellazione defunta Quadrans Muralis (che è adesso una parte del Boote); si tratta dello sciame più ricco dell'anno, che ha il suo culmine nelle ore prima dell'alba del 2 e 3 gennaio.

### Stelle principali
- Arturo (α Boo) è la stella più brillante della costellazione e la quarta stella più brillante del cielo notturno; il suo nome significa "coda dell'orsa". È una gigante rossa di magnitudine zero, ed è uno dei vertici del Triangolo primaverile, assieme a Spica (α Virginis) e Denebola (β Leonis).
- Izar (ε Boo), avendo una magnitudine apparente di 2,7, è la terza stella più brillante della costellazione. È in realtà una stella binaria con un compagno di magnitudine 5,12.
- η Bootis (Muphrid) è una subgigante gialla di magnitudine 2,68, distante solo 37 anni luce.
- γ Bootis (Seginus) è una gigante gialla variabile Delta Scuti di magnitudine media 3,04, distante 85 anni luce.
- δ Bootis (Princeps) è una gigante gialla di magnitudine 3,46, distante 117 anni luce.

### Stelle doppie
Il Boote contiene un gran numero di stelle doppie, alcune delle quali di facile risoluzione.
- Fra le coppie ottiche, la più facile è la doppia apparente formata dalle stelle ν1-ν2 Bootis; si tratta di due stelle indipendenti fra loro e poste a diverse distanze: la prima è una gigante arancione distante 870 anni luce, mentre la seconda è una stella bianca posta esattamente a metà strada fra il sistema solare e la precedente. La coppia può essere risolta con un binocolo con estrema facilità.
- μ1-μ2 Bootis è una delle coppie ottiche più larghe; è formata da due stelle bianco-giallastre di quarta e sesta magnitudine, separate da quasi 2 primi d'arco, ed è facilmente risolvibile anche con un piccolo binocolo.
- δ Bootis ha anch'essa una grande separazione fra le componenti, simile alla precedente; il divario di magnitudini è però maggiore, essendo la primaria di terza magnitudine e la secondaria di settima. Per risolverla occorre un binocolo di media potenza.
- ι Bootis è una coppia formata da una stella di quarta magnitudine, con una compagna di ottava a oltre mezzo primo d'arco; entrambe sono biancastre e sono risolvibili con un piccolo telescopio.
- HD 126128 è una stella di quinta grandezza che possiede una compagna (HD 126129) di sesta, risolvibile con un telescopio amatoriale di media potenza; al sistema si aggiunge una terza componente non osservabile con piccoli strumenti.
- ε Bootis (Izar) è una stella arancione di magnitudine 2,7; possiede una compagna di quinta magnitudine a soli 2,8".

| Principali stelle doppie |                                          |                                          |             |             |                                 |         |
| Nome                     | Coordinate equatoriali all'epoca J2000.0 | Coordinate equatoriali all'epoca J2000.0 | Magnitudine | Magnitudine | Separazione (in secondi d'arco) | Colore  |
| Nome                     | AR                                       | Dec                                      | A           | B           | Separazione (in secondi d'arco) | Colore  |
| κ2 Bootis                | 14h 13m 29s                              | +51° 47′ 24″                             | 4,54        | 6,69        | 13,4                            | g + g   |
| ι Bootis                 | 14h 16m 10s                              | +51° 22′ 01″                             | 4,75        | 8,3         | 38,7                            | b + b   |
| HD 126128/9              | 14h 23m 23s                              | +08° 26′ 45″                             | 5,12        | 6,86        | 6,2                             | b + b   |
| π Bootis                 | 14h 40m 44s                              | +16° 25′ 05″                             | 4,94        | 5,88        | 5,7                             | b + b   |
| ζ Bootis                 | 14h 41m 09s                              | +13° 43′ 42″                             | 4,43        | 4,83        | 1,2                             | b + b   |
| ε Bootis (Izar)          | 14h 44m 59s                              | +27° 04′ 27″                             | 2,70        | 5,12        | 2,8                             | ar + b  |
| ξ Bootis                 | 14h 51m 23s                              | +19° 06′ 02″                             | 4,74        | 6,9         | 7,2                             | ar + ar |
| HD 131473                | 14h 53m 23s                              | +15° 42′ 19″                             | 7,5         | 7,5         | 4,3                             | g + g   |
| δ Bootis                 | 15h 15m 30s                              | +33° 18′ 54″                             | 3,47        | 7,9         | 104,9                           | ar + g  |
| μ1-μ2 Bootis             | 15h 24m 30s                              | +37° 21′ :                               | 4,31        | 6,50        | 108,9                           | b + g   |

### Stelle variabili
Alcune delle stelle variabili della costellazione sono ben osservabili con piccoli strumenti, o in certi casi pure a occhio nudo.
Una delle più luminose è la W Bootis, una variabile semiregolare che oscilla fra le magnitudini 4,7 e 5,4 in oltre un anno; le sue variazioni possono essere però percepite nel tempo anche a occhio nudo, prendendo come riferimento altre stelle di simile luminosità.
Fra le variabili irregolari, la più facile da osservare è la CI Bootis, che oscilla fra le magnitudini 6,5 e 6,8.
La 44 Bootis B è una delle variabili a eclisse più semplici della costellazione: le sue variazioni, che avvengono in poche ore, sono dell'ordine di 0,8 magnitudini e possono essere apprezzate in una notte buia anche a occhio nudo; quando è al massimo appare come una stellina al limite della visibilità, mentre in fase di minimo sparisce dalla vista. Un'altra variabile a eclisse facile è la ZZ Bootis: le sue escursioni avvengono in quasi 5 giorni e sono ben apprezzabili con un binocolo.
| Principali stelle variabili |                                          |                                          |             |             |                  |                       |
| Nome                        | Coordinate equatoriali all'epoca J2000.0 | Coordinate equatoriali all'epoca J2000.0 | Magnitudine | Magnitudine | Periodo (giorni) | Tipo                  |
| Nome                        | AR                                       | Dec                                      | Max.        | Min.        | Periodo (giorni) | Tipo                  |
| R Bootis                    | 14h 37m 12s                              | +26° 44′ 10″                             | 6,2         | 13,1        | 223,40           | Mireide               |
| S Bootis                    | 14h 22m 53s                              | +53° 48′ 37″                             | 7,8         | 13,8        | 270,73           | Mireide               |
| V Bootis                    | 14h 29m 45s                              | +38° 51′ 41″                             | 7,0         | 12,0        | 258,01           | Mireide               |
| W Bootis                    | 14h 43m 25s                              | +26° 31′ 40″                             | 4,73        | 5,4         | 450:             | Semiregolare          |
| RV Bootis                   | 14h 39m 16s                              | +32° 32′ 22″                             | 7,9         | 9,88        | 137              | Semiregolare pulsante |
| RX Bootis                   | 14h 24m 12s                              | +25° 42′ 13″                             | 7,9         | 11,3        | -                | Semiregolare pulsante |
| ZZ Bootis                   | 13h 56m 10s                              | +25° 55′ 07″                             | 6,79        | 7,44        | 4,9917           | Eclisse               |
| BW Bootis                   | 14h 37m 09s                              | +35° 55′ 47″                             | 7,13        | 7,46        | 3,3328           | Eclisse               |
| BY Bootis                   | 14h 07m 56s                              | +43° 51′ 16″                             | 4,94        | 5,33        | -                | Irregolare            |
| CF Bootis                   | 14h 08m 17s                              | +49° 27′ 29″                             | 5,3         | 5,3         | -                | Irregolare            |
| CH Bootis                   | 14h 34m 40s                              | +49° 22′ 06″                             | 5,74        | 5,88        | -                | Irregolare            |
| CI Bootis                   | 14h 22m 14s                              | +29° 22′ 12″                             | 6,47        | 6,81        | -                | Irregolare            |
| FG Bootis                   | 15h 11m 35s                              | +49° 54′ 11″                             | 7,35        | 8,06        | -                | Pulsante              |
| 44 Bootis B                 | 15h 03m 48s                              | +47° 39′ 15″                             | 5,8         | 6,40        | 0,2678           | Eclisse (W UMa)       |

## Oggetti del profondo cielo
Nonostante le sue grandi dimensioni, entro i confini del Boote non ci sono oggetti non stellari notevoli; le galassie di quest'area di cielo sono molto remote e poco luminose.
È presente un ammasso globulare, catalogato come NGC 5466, abbastanza appariscente e noto soprattutto per la sua scarsissima concentrazione; può essere individuato con un telescopio di medie dimensioni.
La costellazione contiene anche alcune galassie, specie verso il confine con i Cani da Caccia, ma si tratta di oggetti piuttosto deboli e al di fuori della portata di piccoli strumenti.
| Principali oggetti non stellari |                                          |                                          |                   |             |                                        |              |
| Nome                            | Coordinate equatoriali all'epoca J2000.0 | Coordinate equatoriali all'epoca J2000.0 | Tipo              | Magnitudine | Dimensioni apparenti (in primi d'arco) | Nome proprio |
| Nome                            | AR                                       | Dec                                      | Tipo              | Magnitudine | Dimensioni apparenti (in primi d'arco) | Nome proprio |
| NGC 5248                        | 13h 37m 32s                              | +08° 53′ :                               | Galassia          | 10,2        | 6,5 x 4,0                              |              |
| NGC 5837                        | 13h 37m 32s                              | +08° 53′ :                               | Galassia          | 14,5        | 1,0 x 0,6                              |              |
| NGC 5466                        | 14h 05m 30s                              | +28° 32′ :                               | Ammasso globulare | 9,2         | 11                                     |              |
| NGC 5557                        | 14h 18m 24s                              | +36° 30′ :                               | Galassia          | 11,1        | 2,3 x 1,9                              |              |
| NGC 5676                        | 14h 32m 48s                              | +49° 27′ :                               | Galassia          | 11,2        | 4,0 x 1,9                              |              |

## Sistemi planetari
Il sistema planetario di τ Bootis è uno dei primi a essere stati scoperti; attorno a questa stella orbita un gigante gassoso con una massa pari a oltre sei volte quella del pianeta Giove su un'orbita molto vicina alla propria stella madre. HD 128311 è una nana arancione attorno alla quale sono noti due pianeti, con masse due e tre volte superiori a quella di Giove e su orbite di poco superiori a 1 UA.
| Sistemi planetari |                                          |                                          |             |                |                              |
| Nome del sistema  | Coordinate equatoriali all'epoca J2000.0 | Coordinate equatoriali all'epoca J2000.0 | Magnitudine | Tipo di stella | Numero di pianeti confermati |
| Nome del sistema  | AR                                       | Dec                                      | Magnitudine | Tipo di stella | Numero di pianeti confermati |
| τ Bootis          | 13h 47m 16s                              | +17° 27′ 24″                             | 4,50        | Nana gialla    | 1 (b)                        |
| WASP-14           | 14h 33m 06s                              | +21° 53′ 41″                             | 9,74        | Nana gialla    | 1 (b)                        |
| HD 128311         | 14h 36m 01s                              | +09° 44′ 47″                             | 7,48        | Nana arancione | 2 (b - c)                    |
| HD 132406         | 14h 56m 55s                              | +53° 22′ 56″                             | 8,45        | Nana gialla    | 1 (b)                        |
| BD+36°2593        | 15h 19m 58s                              | +36° 13′ 47″                             | 11,2        | Nana gialla    | 1 (HAT-P-4b)                 |

## Mitologia

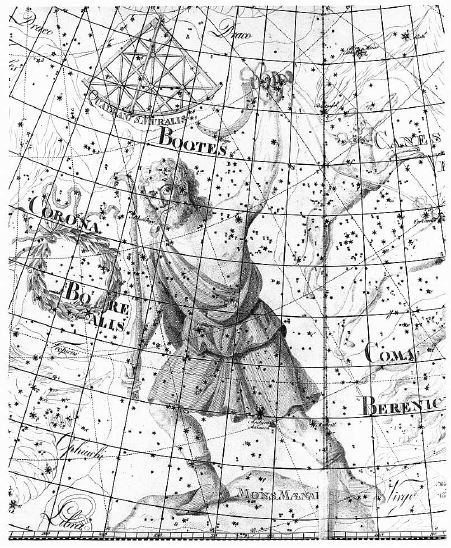
Boote in piedi sul monte Menalo, una costellazione obsoleta. Oltre la sua testa c'è un'altra costellazione obsoleta, il Quadrante Murale. Da Uranographia di Johann Bode.

Nella leggenda questa costellazione è strettamente legata a quella dell'Orsa Maggiore, Ursa Major, poiché è posizionata dietro alla coda dell'orsa. Non è certa l'origine del nome Bootes, ma con ogni probabilità viene da una parola greca che significa «rumoroso» o «clamoroso», con riferimento alle urla che il pastore rivolge alle sue bestie. Una spiegazione alternativa è quella che fa derivare il nome dal greco antico dove significava «colui che spinge avanti il bue», per il fatto che qualche volta l'Orsa Maggiore era rappresentata come un carretto tirato da buoi. Ai Greci questa costellazione era anche nota come Arctophylax, tradotto sia come Sorvegliante dell'Orsa, sia come Custode dell'Orsa o Guardiano dell'Orsa.
Secondo una storia che risale a Eratostene, la costellazione rappresenta Arcas, figlio del dio Zeus e di Callisto, figlia del Re di Arcadia, Licaone. Un giorno Zeus andò a pranzare da suo suocero Licaone, cosa alquanto insolita per un dio. Per accertarsi che l'ospite fosse veramente il grande Zeus, Licaone fece a pezzi Arcas e glielo servì in mezzo alle altri carni di una grigliata mista. Zeus riconobbe facilmente la carne di suo figlio. Assalito da irrefrenabile collera, capovolse la tavola, spargendo dappertutto i cibi del banchetto, uccise i figli del re con una folgore e trasformò Licaone in lupo. Poi raccolse i pezzi di Arcas, li rimise insieme e lo affidò alla Pleiade Maia perché lo allevasse.
Nel frattempo, Callisto era stata trasformata in orsa, alcuni dicono per opera di Era, la moglie gelosa di Zeus, o da Zeus stesso per sottrarre la sua amante alla vendetta di Era, o persino da Artemide che volle punirla per la perdita della verginità. Qualunque sia la verità, quando Arcas si fu fatto un robusto adolescente s'imbatté in quest'orsa mentre era a caccia nei boschi. Callisto riconobbe suo figlio, e tentò di salutarlo calorosamente ma riuscì solo a ringhiare. Come era prevedibile, Arcas non scambiò quei grugniti per espressioni d'amore materno e cominciò a inseguire la bestia. Con Arcas alle calcagna, Callisto si rifugiò nel tempio di Zeus, un luogo proibito i cui profanatori venivano puniti con la morte. Per sottrarli a quel destino, Zeus afferrò Arcas e sua madre e li sistemò in cielo sotto forma delle costellazioni dell'orsa e del custode dell'orsa. Il poeta greco Arato di Soli descrisse Boote come un uomo che fa girare l'orsa attorno al polo. Più tardi gli astronomi gli donarono due cani, raffigurati nella costellazione vicina dei Cani da Caccia.
Una seconda leggenda identifica Boote con Icario (da non confondere con Icaro, il figlio di Dedalo). Secondo questo racconto, che Igino narra per esteso in Astronomia Poetica (II.4), il dio Dioniso insegnò a Icario a coltivare la vite e a fare il vino. Quando questo offrì ai pastori un po' di vino nuovo, essi si sentirono tanto male che i loro amici credettero fossero stati avvelenati e per vendicarsi uccisero Icario.
Il cane di Icario, Mera, corse a casa ululando e guidò sua figlia Erigone nel luogo ove il suo corpo giaceva sotto un albero. Per la disperazione, Erigone s'impiccò all'albero; anche il cane morì, di dolore o per annegamento. Zeus sistemò Icario in cielo come Boote, sua figlia Erigone divenne la costellazione della Vergine e il cane divenne il Cane Maggiore o Minore (a seconda delle interpretazioni).
Boote contiene la quarta stella dell'intero cielo in quanto a grandezza, Arturo, citata da Omero, Esiodo e Tolomeo. Il nome significa «guardiano dell'orsa» in greco. Germanico Cesare disse che Arturo «si trova là dove la tunica è allacciata con un nodo», ma Tolomeo la dislocò tra le cosce di Boote, che è dove l'hanno segnata i cartografi. Gli astronomi hanno scoperto che Arturo è una stella rossa gigante di raggio circa ventiquattro volte più grande del Sole, distante da noi trentasei anni luce.